# Falkensee
Falkensee är en stad i länet Havelland i förbundslandet Brandenburg i Tyskland. Staden ligger vid Berlins nordvästra gräns.
Samhället uppkom 1923 som en sammanslutning av orterna Seegefeld och Falkenhagen. Orten drabbades ofta av bränder och därför har många viktiga dokument om dess historia försvunnit. Under 1920-talet flyttade många berlinare till Falkensee – "ut i det gröna". 1943 skapade nazisterna ett koncentrationsläger med upp till 2 500 fångar i Falkensee som utgjorde en del av KZ Sachsenhausen.
Falkensee fick sina stadsrättigheter 1961, kort efter Berlinmurens byggande. Efter Tysklands återförening 1990 ökade invånarantalet betydlig på grund av att många från västra Berlin flyttade till staden.
Madagaskars ambassad ligger i Falkensee.

## Befolkning
| År   | Invånare |
| ---- | -------- |
| 1875 | 1 309    |
| 1890 | 1 558    |
| 1910 | 4 512    |
| 1925 | 8 180    |
| 1933 | 15 915   |
| 1939 | 24 824   |
| 1946 | 28 275   |
| 1950 | 29 189   |
| 1964 | 25 772   |
| 1971 | 26 007   |

| År   | Invånare |
| ---- | -------- |
| 1981 | 24 029   |
| 1985 | 23 340   |
| 1989 | 22 307   |
| 1990 | 22 087   |
| 1991 | 22 139   |
| 1992 | 22 105   |
| 1993 | 22 242   |
| 1994 | 22 801   |
| 1995 | 24 273   |
| 1996 | 25 640   |

| År   | Invånare |
| ---- | -------- |
| 1997 | 27 393   |
| 1998 | 29 505   |
| 1999 | 32 124   |
| 2000 | 33 791   |
| 2001 | 35 297   |
| 2002 | 36 179   |
| 2003 | 36 829   |
| 2004 | 37 493   |
| 2005 | 38 376   |
| 2006 | 39 008   |

| År   | Invånare |
| ---- | -------- |
| 2007 | 39 366   |
| 2008 | 39 821   |
| 2009 | 40 179   |
| 2010 | 40 511   |
| 2011 | 40 465   |
| 2012 | 40 905   |
| 2013 | 41 258   |
| 2014 | 41 777   |
| 2015 | 42 634   |
| 2016 | 43 105   |

| År   | Invånare |
| ---- | -------- |
| 2017 | 43 552   |
| 2018 | 43 844   |
| 2019 | 43 994   |
| 2020 | 44 236   |

Detaljerade källor anges i Wikimedia Commons..